# ウープス! ミスター・スーパースター・ヒット・オン・ミー
ウープス! ミスター・スーパースター・ヒット・オン・ミー（タイ語: ซุป’ตาร์กับหญ้าอ่อน Oops! Mr. Superstar Hit On Me）は、ラミダー・ジーラノラパット（ジェーン）とナワット・クンラタナラック （ポーン）が主演する2022年に放送されたタイのテレビドラマシリーズで、ローズによる小説を原作としている。
Pin Kriengkraisakulが監督し、GMMTVとON & ON INFINITYが制作した本作は、2021年12月1日にGMMTV開催の「GMMTV 2022 Borderless」イベント中に紹介された2022年の22のドラマプロジェクトの1つである。タイでは2022年6月20日から7月26日まで、GMM 25にて月曜日と火曜日の20:30（ICT）に放送され、同日22:30（ICT）にViuにて配信された。

## あらすじ
40歳のトン・ナルベット（ナワット・クンラタナラック）は、「アジアの息吹」と呼ばれるトップスターだ。ドラマ製作のクルーとして働く新人特殊メイクアーティストであるケーキ（ラミダー・ジーラノラパット）の母親は、そんなトンの大ファンで、トンと同じ現場で働くことになった娘に彼のサインをせがむ。しかしケーキはなかなかサインをもらえないまま、遂にクランクアップを迎えてしまう。トンにサインをもらえる最後のチャンスである打ち上げパーティーに参加したケーキだったが、泥酔したうえ翌朝目が覚めるとなぜかトンと一緒のベッドにいた。年齢も立場も生活習慣も違う2人の関係はいったいどうなっていくのだろうか。 

## キャスト

### 主演
- ケーキ：ラミダー・ジーラノラパット（ジェーン）
- トン：ナワット・クンラタナラック （ポーン）

### 助演
- カンダ：ニコール・セリオールト

ケーキの母親
- ナドル：プーシット・ディタピシット（フルーク）

トンの甥でマネージャー
- D-Day：ガウィン・キャスキー（フルーク）

ケーキの学生時代からの友人
- ナウ：パンサ・ウォスビエン（ミルク）

ケーキの親友
- パット：ピントーン・ワシラーコム（ダーオ）

トンの元カノ
- タン：ジュタピッチ・インチャン（ジェミー）

トンの妹
- サニー：タラトーン・ジャンタラウォーラカーン（ブーム）
- チャオチャオ：タナブーン・ワンロプシリナーン（ナ）

パパラッチ

### ゲスト
- ティム：ナラウィット・ルートラコム（ポンド） - EP.12

## サウンドトラック
| タイトル        | アーティスト | 備考  |
| --------------- | ------------ | ----- |
| พิสูจน์ (Prove It) | SIZZY        | [ 5 ] |

## タイでの評価
- 最も評価の低いエピソードは青で、最も評価の高いエピソードは赤で示す。

| 回   | 放送日        | 放送時間 (ICT) | 評価  | 備考   |
| ---- | ------------- | -------------- | ----- | ------ |
| 1    | 2022年6月20日 | 20:30          | 0.092 | [ 6 ]  |
| 2    | 2022年6月21日 | 20:30          | 0.120 | [ 7 ]  |
| 3    | 2022年6月27日 | 20:30          | 0.108 | [ 8 ]  |
| 4    | 2022年6月28日 | 20:30          | 0.099 | [ 9 ]  |
| 5    | 2022年7月4日  | 20:30          | 0.135 | [ 10 ] |
| 6    | 2022年7月5日  | 20:30          | 0.152 | [ 11 ] |
| 7    | 2022年7月11日 | 20:30          | 0.157 | [ 12 ] |
| 8    | 2022年7月12日 | 20:30          | 0.151 | [ 13 ] |
| 9    | 2022年7月18日 | 20:30          | 0.124 | [ 14 ] |
| 10   | 2022年7月19日 | 20:30          | 0.156 | [ 15 ] |
| 11   | 2022年7月25日 | 20:30          | 0.050 | [ 16 ] |
| 12   | 2022年7月26日 | 20:30          | 0.167 | [ 17 ] |
| 平均 | 平均          | 平均           | 0.126 | 1      |

^1 エピソードごとの平均視聴者シェアに基づく。